# Cormoide
Cormoide è il termine di passaggio tra tallo e cormo: corpo pluricellulare nel quale in seguito ad una iniziale differenziazione dei tessuti cominciano a mettersi in evidenza organi specializzati (filloidi, cauloidi, rizoidi). Vivono sulla terra ma in luoghi molto umidi e non raggiungono grandezze rilevanti. Le Briofite sono piante a cormoide.